# Zeteumenidion hessei
Zeteumenidion hessei är en stekelart som beskrevs av Giordani Soika 1944. Zeteumenidion hessei ingår i släktet Zeteumenidion och familjen Eumenidae. Inga underarter finns listade i Catalogue of Life.